# Mothra (film)
Mothra este un film SF japonez din 1961 regizat de Ishirō Honda. În rolurile principale joacă actorii Jerry Ito, Ken Uehara, Yumi Ito.

## Prezentare
Supraviețuitorii unui naufragiu se găsesc pe Beiru, o insulă folosită anterior pentru teste atomice. Uimiți de lipsa efectelor radiațiilor, ei cred că sunt protejați de un suc special oferit acestora de către localnici. O expediție comună a oamenilor de știință din Rolithica și Japonia cercetează și descoperă pe Beiru multe lucruri curioase, inclusiv două femei doar cu un picior mare. Liderul lipsit de scrupule al expediției, Clark Nelson, răpește femeile și le pune într-un spectacol vodevil. Dar cântecul lor dulce conține un strigăt de ajutor telepatic către Mothra, molia gigantică venerată ca o zeiță de către poporul insulei. Mothra caută femeile în Tokyo, provocând haos.

## Actori
| Actor            | Personaj                                    |
| ---------------- | ------------------------------------------- |
| Frankie Sakai    | Jurnalist Senichiro Fukuda (sau: 'Bulldog') |
| Hiroshi Koizumi  | Dr. Shin'ichi Chūjō                         |
| Kyoko Kagawa     | Fotograf Michi Hanamura                     |
| Ken Uehara       | Dr. Harada                                  |
| Emi Ito          | Shobijin                                    |
| Yumi Ito         | Shobijin                                    |
| Jerry Ito        | Clark Nelson                                |
| Takashi Shimura  | Editor de știri                             |
| Tetsu Nakamura   | Sluga lui Nelson                            |
| Akihiro Tayama   | Shinji Chūjō                                |
| Obel Wyatt       | Dr. Roff                                    |
| Akihiko Hirata   | Doctor                                      |
| Seizaburo Kawazu | General                                     |
| Yoshifumi Tajima | Consilier militar                           |
| Robert Dunham    | Polițist Rolisican                          |